# Synnympha
Synnympha là một chi bướm đêm thuộc họ Gracillariidae.

## Các loài
- Synnympha diluviata Meyrick, 1915
- Synnympha perfrenis Meyrick, 1920